# Voutila
Voutila est le 25ème quartier d'Hämeenlinna en Finlande.

## Présentation
Voutila est un quartier résidentiel à trois kilomètres à l'ouest du centre-ville. 
Il comprend les sections de Nummi, Jukola, Myllyoja et Voutila.
Voutila est voisin des quartiers Ahvenisto, Kankaantausta, Hattelmala, Luolaja, Loimalahti et Vuorentaka.